# Vorderstoder
Vorderstoder là một đô thị ở huyện Kirchdorf an der Krems bang Oberösterreich, nước Áo. Đô thị này có diện tích 37,1 km², dân số thời điểm ngày 31 tháng 12 năm 2005 là 768 người.